# Веддербёрн, Джим
Джеймс Эдвард (Джим) Веддербёрн (англ. James Edward (Jim) Wedderburn, род. 23 июня 1938, Бэйфилд) — барбадосский легкоатлет, выступавший в беге на средние дистанции. Бронзовый призёр летних Олимпийских игр 1960 года.

## Биография
Джим Веддербёрн родился 23 июня 1938 года в барбадосской деревне Бэйфилд.
Учился в Нью-Йоркском университете. Выступал за студенческую команду «Нью-Йорк Юнивёрсити Вайолетс».
В 1960 году вошёл в состав сборной Федерации Вест-Индии на летних Олимпийских играх в Риме. В беге на 400 метров в 1/8 финала занял 2-е место, показав результат 47,56 секунды, в четвертьфинале стал 4-м с результатом 47,22, уступив 4 десятых попавшему в полуфинал с 3-го места Манфреду Киндеру из ОГК. В эстафете 4х400 метров сборная Федерации Вест-Индии, за которую также выступали Мел Спенс, Кит Гарднер и Джордж Керр, выиграла четвертьфинальный забег с результатом 3 минуты 9,28 секунды, заняла 2-е место в полуфинале (3.09,34) и завоевала бронзовую медаль, финишировав в финале с результатом 3.04,13 и уступив 1,76 секунды завоевавшей золото сборной США.
Веддербёрн и тяжелоатлет Грантли Соберс были единственными барбадосцами среди 13 членов сборной Федерации Вест-Индии на Олимпиаде.

## Личный рекорд
- Бег на 400 метров — 46,5 (1961)[1]